# Джівітагупта I
Джівітагупта I  — правитель держави Пізніх (Східни) Гуптів.

## Життєпис
Представник однієї з молодших гілок Гуптів. Син Харшагупти, що був раджою десь в сучасному Біхарі. Припускають, що 530 року міг брати участь у перемозі над гунами Мігіракули.
З остаточним занепадом імперії Гупта, викликаною поразками Кумарагупти III від алхон-гунів Праварасени зумів стати фактично незалежним. На це вказує приставка «шрі» (володар), що прийняв Джівітагупта I на відміну від свого батька.
Відомі його військові кампанії до регіону Гималаїв та в південну Бенгалію, де боровся з Бгутіварманом, магараджею Камарупи, Державою Лічхавів та Гаудами. Відносини з магараджахіраджею Вішнугуптою I є дискусійними. Припускають, що обіймав провідні посади при ньому.
Помер між 545 і 550 роками. Йому спадкував син Кумарагупта.